# Деревянный жилой дом (Фонтанная, 21)
Деревянный жилой дом по улице Фонтанной, 21 — деревянное жилое здание во Владивостоке. Построено в 1909 году. Автор проекта — архитектор А.М. Булгаков. Историческое здание по адресу улица Фонтанная, 21 сегодня является объектом культурного наследия Российской Федерации.

## История
Дом построен в 1909 году служащим Китайско-Восточной железной дороги Е.П. Компаниенко по проекту архитектора А.М. Булгакова как жилой дом на одну семью.
С 1913-го по 1937 год в здании располагалась японская начальная школа. Первоначально школа была открыта при владивостокском буддийском храме Урадзио хонгандзи в 1894 году. В декабре 1913 года для школы было куплено двухэтажное деревянное здание по адресу Фонтанная, 19 (сейчас — Фонтанная, 21). В школе было пять классных комнат, учительская, 5 квартир для учителей, физкультурный зал. В 1915 году в школе обучалось 165 детей, в 1921 — 269, в 1922 году — 256. В 1931 году школа была закрыта.   
После революции в здании размещались учреждения.
Сегодня в здании расположено государственное учреждение — Агентство по управлению и использованию памятников истории и культуры. 

## Архитектура
Композиция здания представляет собой сочетание двух разновысоких объёмов: двухэтажного с двускатной крышей и одноэтажного с угловой башенкой, увенчанной островерхой шатровой крышей. Стены из бруса, обшиты тёсом. Декоративное оформление лаконично: в нём заметно влияние стиля модерн. Окна обрамлены плоскими наличниками, венчающая часть которых решена в виде треугольных фронтонов с плоской многослойной резьбой растениевидного рисунка, стилизованной под восточный орнамент. Межоконные простенки объединены декоративными резными поясками. Круглые слуховые окна чердака украшены плоскими наличниками, имеющими сложный живописный рисунок. Свесы шатровой крыши башни поддерживают разные кронштейны. 